# 毛梦漪
毛梦漪（1932年—2024年），前中华民国陆军中将，生於湖北省武漢市，籍貫浙江省寧波市，曾任陸軍副總司令、國防部總政戰部副主任兼執行官、陸軍十軍團司令、陸軍澎防部司令，是從一等兵、下士、轉進陸軍官校、升到中將的一位將領。

## 生平
祖籍浙江宁波，出自清漾毛氏。生于湖北武汉。早年在武昌念中学。1949年，随家人移居台湾。
早年任小金门守备师副连长與陆军官校教官。1978年年底，出任陸軍步兵第226师师长並晉升少将。後來調任陆军官校副校长、陸軍第43军军长，兼任澎湖防衛司令部司令。1985年，出任三军大学战争学院院长，並晉升中將。1988年10月，出任陸軍十军团司令。1990年，出任國防部總政治作戰部副主任兼执行官。1991年3月，出任陸軍副总司令。1992年9月，退役，共服役52年之久。
近年致力于台海两岸交流。